# Evangelische Kirche Münster (Laubach)

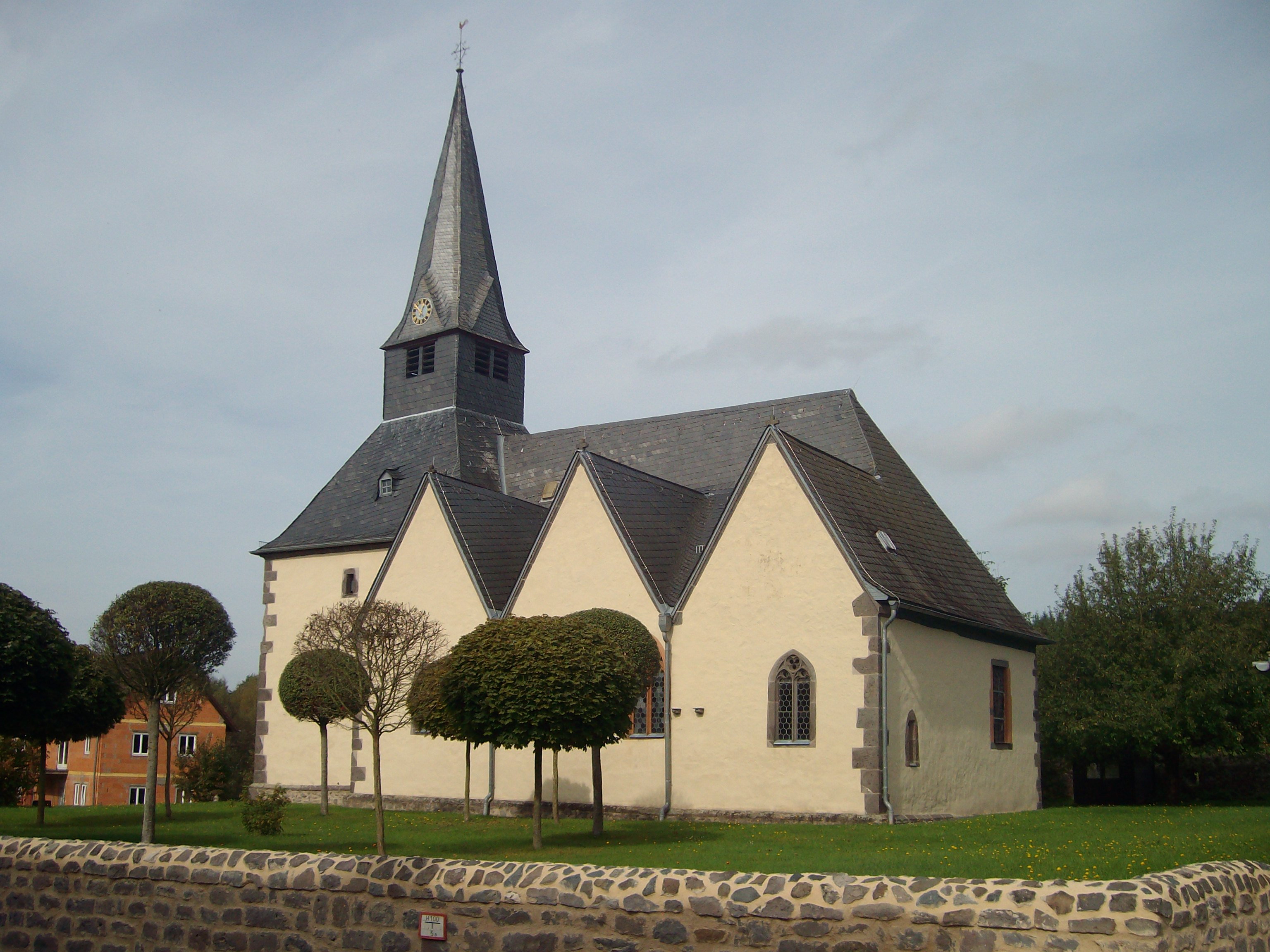
Evangelische Kirche von Südosten

Die Evangelische Kirche in Münster, einem Stadtteil von Laubach im Landkreis Gießen (Hessen), ist eine spätgotische dreischiffige Hallenkirche. Verschiedene romanische Kennzeichen bei den Fenstern, dem Taufbecken, den Resten der Flachdecke im Langhaus und dem Westturm deuten auf eine im Kern romanische Kirche, die später tiefgreifend umgebaut oder weitgehend erneuert wurde. Das südliche Seitenschiff hat drei Zwerchgiebel und der Westturm einen schlanken Spitzhelm. Das hessische Kulturdenkmal wurde im 15. Jahrhundert errichtet und geht in den ältesten Teilen auf das 12. Jahrhundert zurück.
Sie gehört zur Gesamtkirchengemeinde WORM an der Wetter im Dekanat Gießener Land in der Propstei Oberhessen der Evangelischen Kirche in Hessen und Nassau.

## Geschichte

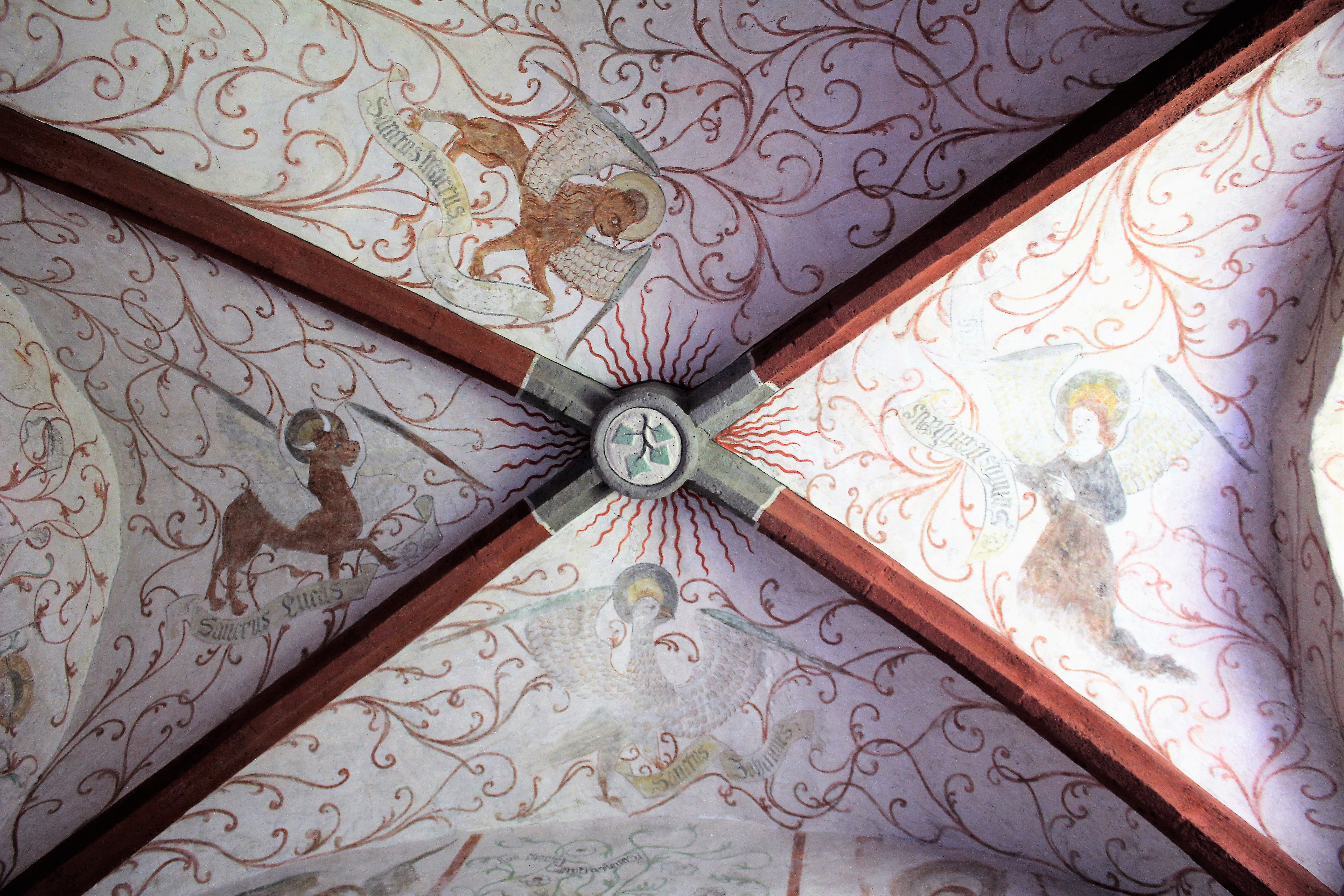
Gewölbemalereien im Südchor aus dem 15. Jh.

Der Name „Münster“ ist vom lateinischen „monasterium“ abgeleitet und weist auf eine Ansiedlung von Mönchen hin. Für das Jahr 1304 ist ein Pleban, für 1316 eine Pfarrei nachgewiesen, die wie auch andere Gemeinden dem 1316 gegründeten Marienstift Lich inkorporiert wurde. Die Erbauungszeit der Kirche ist nicht überliefert, liegt vermutlich aber im 12. Jahrhundert, spätestens um 1300. In spätgotischer Zeit erhielt die Kirche ihre heutige maßgebliche Gestalt. Kirchlich gehörte Münster zum Archidiakonat St. Johann in der Erzdiözese Mainz. Mit Einführung der Reformation wechselte die Kirchengemeinde zum evangelischen Bekenntnis.
Im Jahr 1691 baute die Gemeinde eine Orgelempore für eine neue Orgel ein und erneuerte einige Fenster. In den 1690er Jahren wurden die Kirchendächer und der Turm repariert, in den 1720er Jahren Kirchturm und Fenster. Eine Renovierung des Dachs folgte 1741 und eine der Sakristei 1748. Zu Beginn des 19. Jahrhunderts beherbergte der Turm ein Vierergeläut. Eine 1825 gesprungene Glocke wurde meistbietend verkauft. Die Sakristei wurde 1830 abgerissen und der Hauptchor in neuer, rechteckiger Form aufgeführt, nachdem ein Teil des baufälligen Chors 1826 eingestürzt war. 1830 wurden die beiden Fenster des mittleren Zwerchgiebels erneuert und die Kanzel vom nördlichen Pfeiler des Triumphbogens auf die Mittelachse versetzt. Im Jahr 1844 wurden unter dem heutigen Mittelchor die Fundamente eines älteren Chors mit halbrunder Apsis gefunden. Im Jahr 1854 wurde zwischen Mittelschiff und Turm eine Wand mit einer spitzbogigen Holztür eingezogen. Eine Kirchenrenovierung folgte 1883/1884, die einen neuen Holzfußboden und neues Kirchengestühl umfasste, das die „Weiberstühle“ von 1656 und die „Mannsstühle“ von 1663 ersetzte. Zudem wurde die Südseite des Dachs neu gedeckt und das Turmgebälk erneuert. 1866 wurde ein neuer Taufstein von Sophie Harch geb. Keller gestiftet und der romanische Taufstein verkauft.
1890 wurden das Fenster im östlichen Zwerchgiebel erneuert und ein Regulierfüllofen eingebaut, der 1901 ersetzt wurde. Bei der Renovierung 1951 wurden auf den Gewölben Rankenmalereien und sieben von ursprünglich zwölf spätmittelalterlichen Weihekreuzen auf Pfeilern und der Südwand freigelegt und die Kanzel wieder an den Nordpfeiler des Triumphbogens zurückversetzt. Der Hauptchor, der durch eine Gitterwand abgetrennt war und als Sakristei diente, wurde geöffnet und der Altar dort wieder aufgestellt. Seit 1973 ersetzt eine Glaswand mit Schwingtüren den Zugang zwischen Turm und Schiff. 1986 folgte die Neueindeckung des Turmdachs, 1987 ein neuer Innenputz und 1987/1988 die Sanierung der Außenmauern wegen Feuchtigkeitsschäden. Das Zifferblatt der Turmuhr wurde 1988 erneuert und die Turmspitze repariert. Sanierungen im Dachbereich erfolgten 1989–1991 und verursachten Kosten in Höhe von 67.783 DM. Im Jahr 2000 wurden für 62.000 DM die gotischen Fresken in der Taufkapelle freigelegt und die Farben aufgefrischt.
Seit dem 1. April 2014 sind die vier sogenannten WORM-Gemeinden, die bisher zwei Pfarrer hatten, pfarramtlich verbunden und werden von einer Pfarrstelle betreut. WORM ist ein Akronym aus Wetterfeld, Ober-Bessingen, Röthges und Münster.
Die Kirchenmauer wurde im Jahr 2014 saniert. Die Mauerkrone wurde abgetragen und neu aufgemauert und die komplette Mauer neu verfugt.

## Architektur

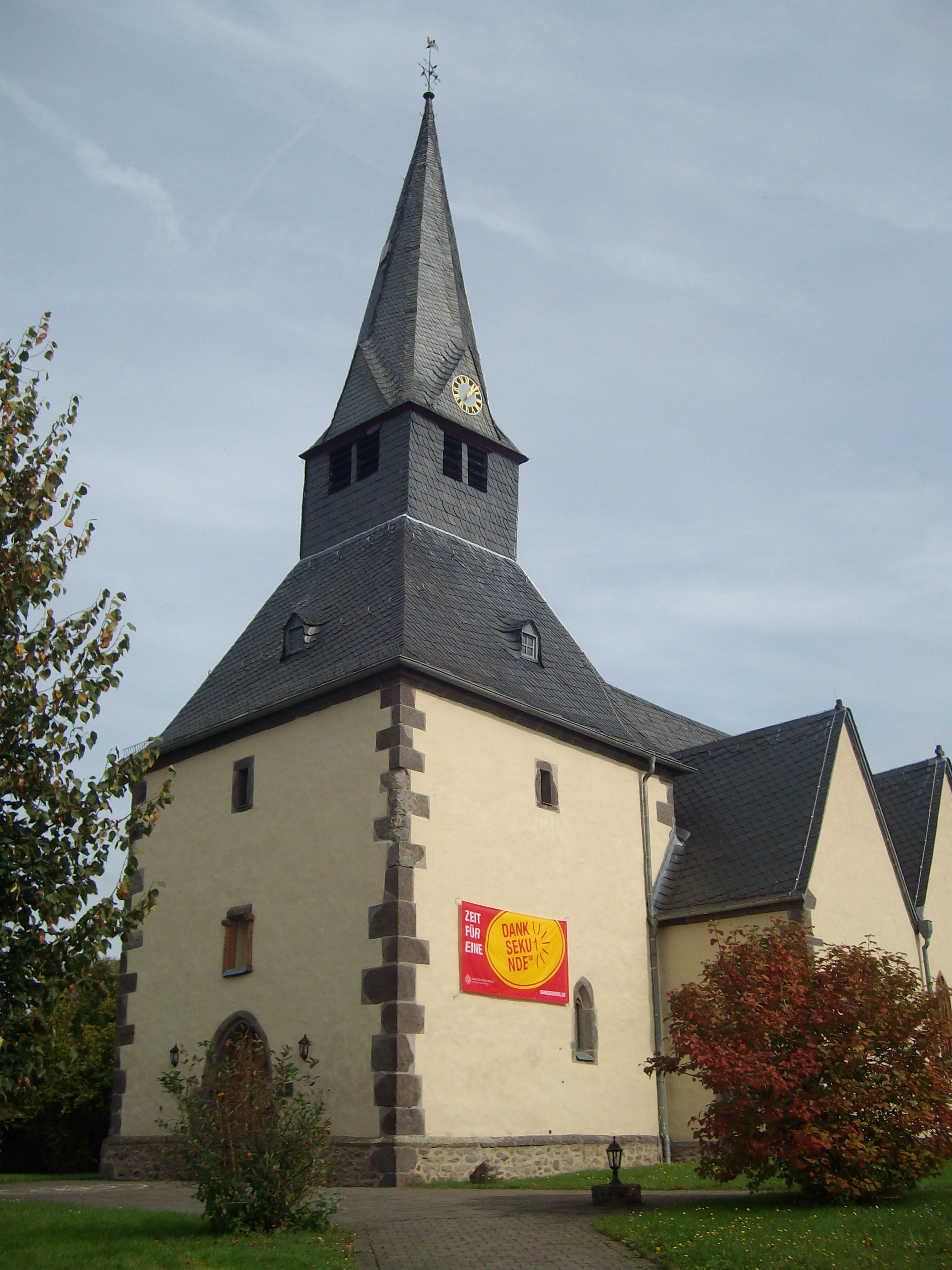
Westturm

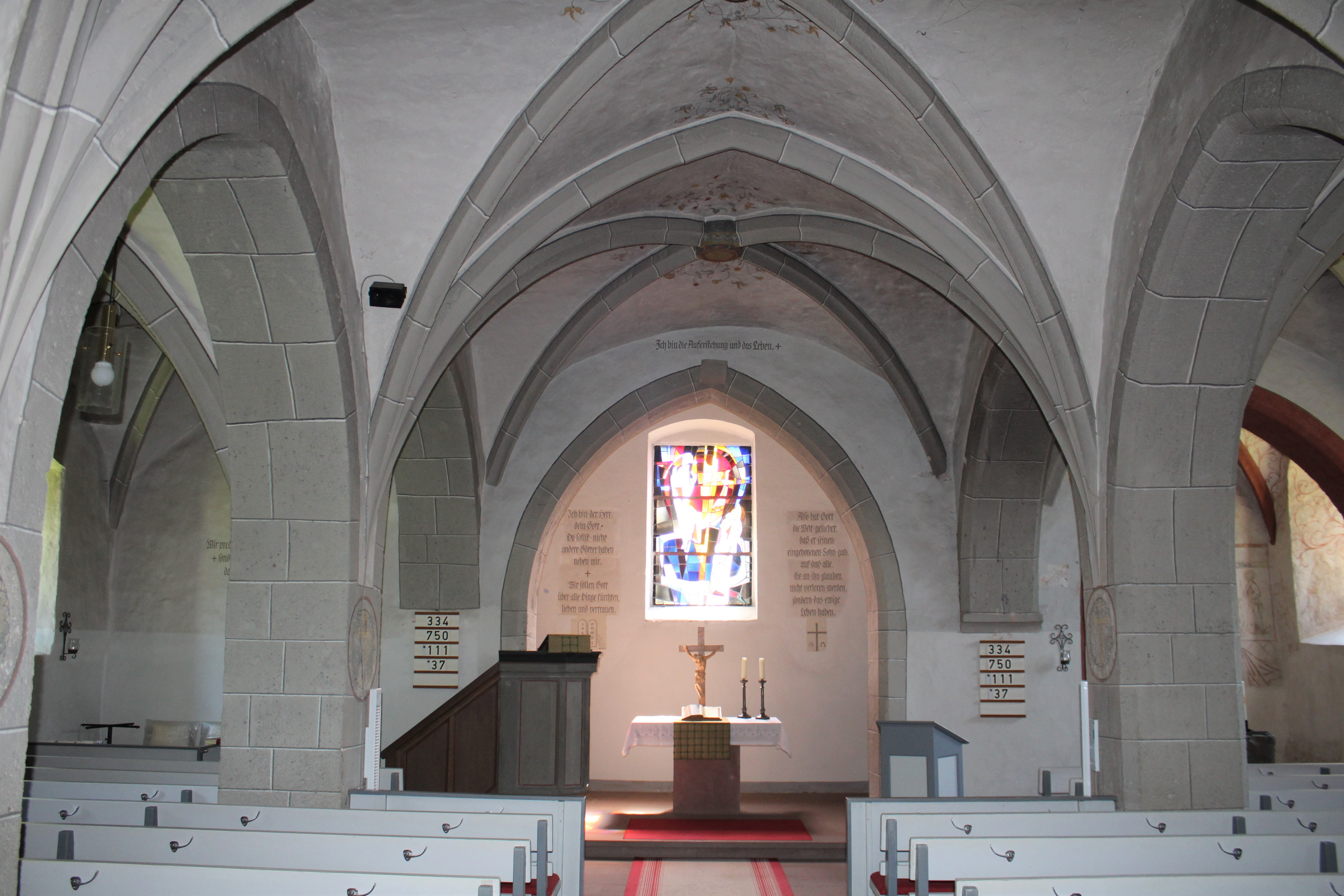
Überwölbter Innenraum

Die dreischiffige Hallenkirche am westlichen Ortsrand ist aus Bruchsteinmauerwerk aus Basalt errichtet. Sie ist an den alten Westturm angebaut und um zwei Ostchöre erweitert. Die Gliederungen des Gebäudes bestehen aus Lungstein. Der umlaufende abgeschrägte Sockel bezieht nicht das nördliche Seitenschiff ein. Teils erhalten ist die wehrhafte Mauerumfriedung, die an der Nordseite zwei Schießscharten aufweist. Der Kirchhof wurde bis 1831 für Bestattungen genutzt.
Zu den ältesten erhaltenen Baukörpern gehört der wuchtige Westturm mit starken Mauern, der mittig vor dem Mittelschiff errichtet ist. Die Turmhalle hat ein Kreuzrippengewölbe, das teilweise auf Konsolen mit Köpfen ruht, und ein kleines schmales Spitzbogenfenster aus Lungstein an der Südseite. Sie wird durch ein spitzbogiges Westportal erschlossen, das sekundär vergrößert wurde. Darüber ist eine Nische eingelassen, die von Sandsteinfialen und Engelsköpfen flankiert wird. Vermutlich handelt es sich um ein Sakramentshäuschen, das aus dem abgebrochenen Chor stammt und hier als Spolie eingelassen wurde. Der Bogen zwischen Turm und Mittelschiff ist spitzbogig und seit 1854 vermauert. Der Stumpf des ursprünglichen Pyramidendachs hat im 16. Jahrhundert einen Spitzhelm erhalten. Dieser erhebt sich über dem vierseitigen Glockengeschoss mit rechteckigen Schalllöchern. Vier Dreiecksgiebel vermitteln zum schlanken achtseitigen verschieferten Helm. Die Glockenstube beherbergt ein Dreiergeläut, eine große Glocke von 1601, eine mittlere Glocke mit der Inschrift: „Gegossen im Namen Gottes von Philipp Bach und Kutschbach zu Hungen anno 1772“. Letztere wurde aus einer Ave-Maria-Glocke mit der Jahreszahl 1572 umgegossen, die gesprungen war. Die dritte, kleine Glocke von 1843 war ebenfalls gesprungen und wurde von Friedrich Otto in Gießen umgegossen. Die heutige Rincker-Glocke von 1959 dient als Gebets- und Totenglocke. Eine kleine Gussstahlglocke in der Turmspitze stammt aus dem ehemaligen Braunkohlenbergwerk am Hessenbrückenberg und wurde der Gemeinde 1901 geschenkt.
Das Langhaus mit steilem Satteldach hat in jedem Schiff drei niedrige Joche. Die drei Schiffe weisen eine unterschiedliche Breite auf: 2,66 Meter das nördliche Seitenschiff, 4,25 Meter das Mittelschiff, 3,75 Meter das südliche Seitenschiff. Sie werden durch quadratische, im Süden gefaste Säulen mit spitzbogigen Arkaden voneinander getrennt. Das spitzbogige Kreuzgewölbe mit gekehlten Rippen ruht nur im Süden auf Konsolen. Einige Schlusssteine sind mit Wappenschild, Dreipass und Blattwerk belegt. Der Hauptchor und der Südchor haben einen geraden Abschluss. Vor 1830 hatte der Hauptchor eine halbrunde Apsis aus romanischer Zeit oder einen spätgotischen Fünfachtelschluss. Er wird von einer flachen Holzbalkendecke abgeschlossen. Der Schlussstein und weitere Bauteile des ursprünglichen Chorgewölbes sind erhalten. Der südliche Nebenchor, der heute als Taufkapelle dient, ist etwas kleiner als die südlichen Joche und wird durch einen Gurtbogen mit ihnen verbunden. Die drei Zwerchgiebel des Südschiffes orientieren sich nicht an den vier Jochen, wohl jedoch deren spätgotische Fenster, was auf einen nachträglichen Einbau des Gewölbes hinweist. Ursprünglich wurde das Langhaus mit einer flachen Balkendecke abgeschlossen. Reste der romanischen Flachdecke wurden dendrochronologisch anhand von zehn Balken in das Jahr 1164 bestimmt. Über den Pfeilerarkaden des Mittelschiffes ragen noch Balkenköpfe aus dem Gewölbe. Demnach wies das Mittelschiff ursprünglich die Breite des Turms auf und wurde später um zwei Seitenschiffe erweitert. Das Hauptdach lässt sich auf das Jahr 1446 und die Zwerchgiebel auf 1453 datieren.
Das ehemalige spitzbogige Portal an der Westseite des Südschiffes ist im unteren Teil vermauert und dient im oberen Teil als Fenster, während das spitzbogige Nordportal im westlichen Joch vollständig vermauert ist. Eine steinerne Wendeltreppe im westlichen Nordschiff ermöglicht den Zugang zum Turm. Der Innenraum wird durch Schlitzfenster im Westen der Seitenschiffe, im Norden durch ein romanisches Rundbogenfenster aus Lungstein im westlichen Joch und zwei Fenster mit geradem Sturz in den anderen Jochen (eines aus verschiedenen Gewändeteilen) sowie durch ein romanisches Rundbogenfenster aus Lungstein im westlichen Südjoch und durch drei asymmetrische Spitzbogenfenster mit Maßwerk in den anderen beiden Südjochen belichtet.

## Ausstattung

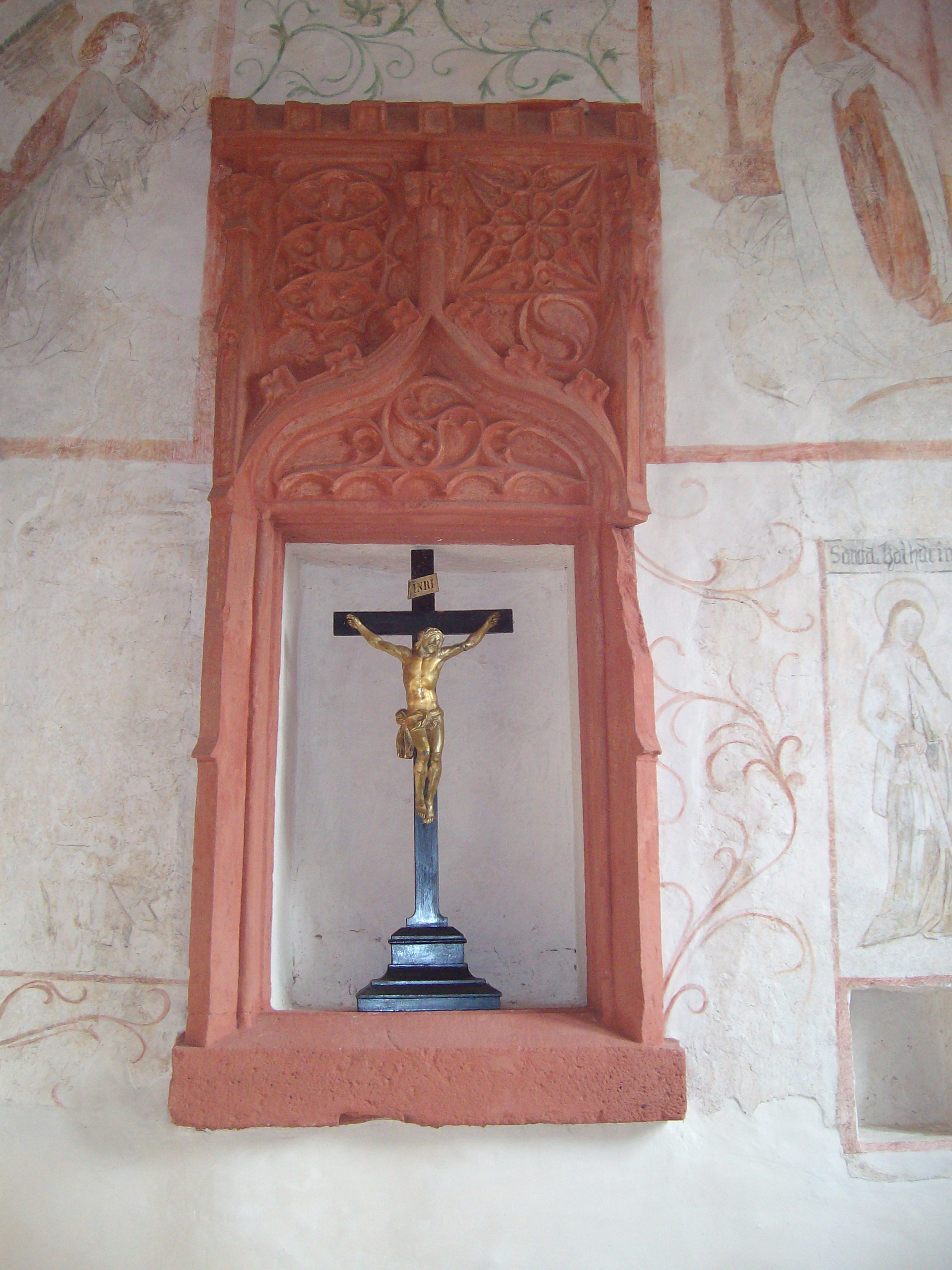
Sakramentsnische

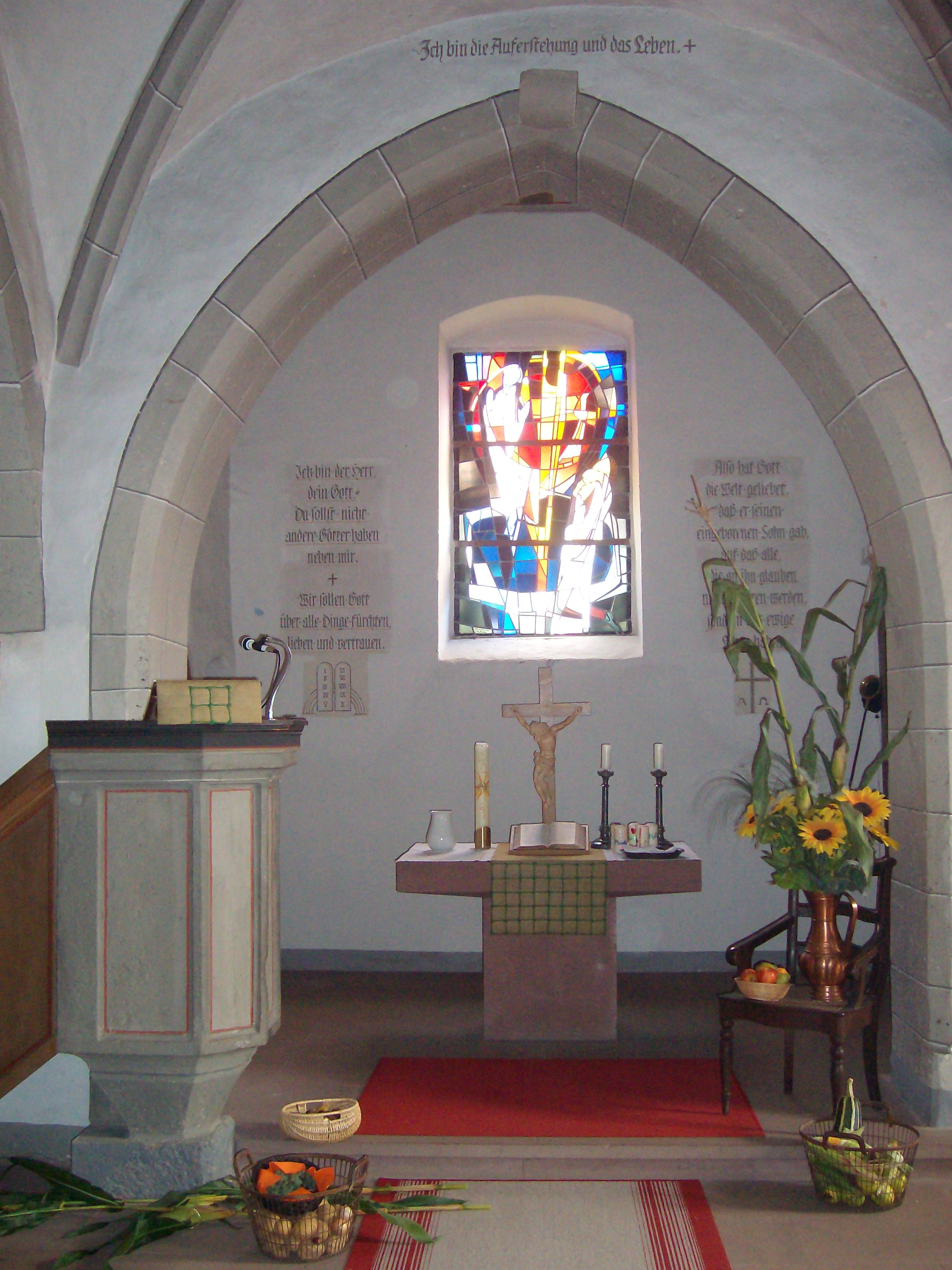
Blick in den Hauptchor

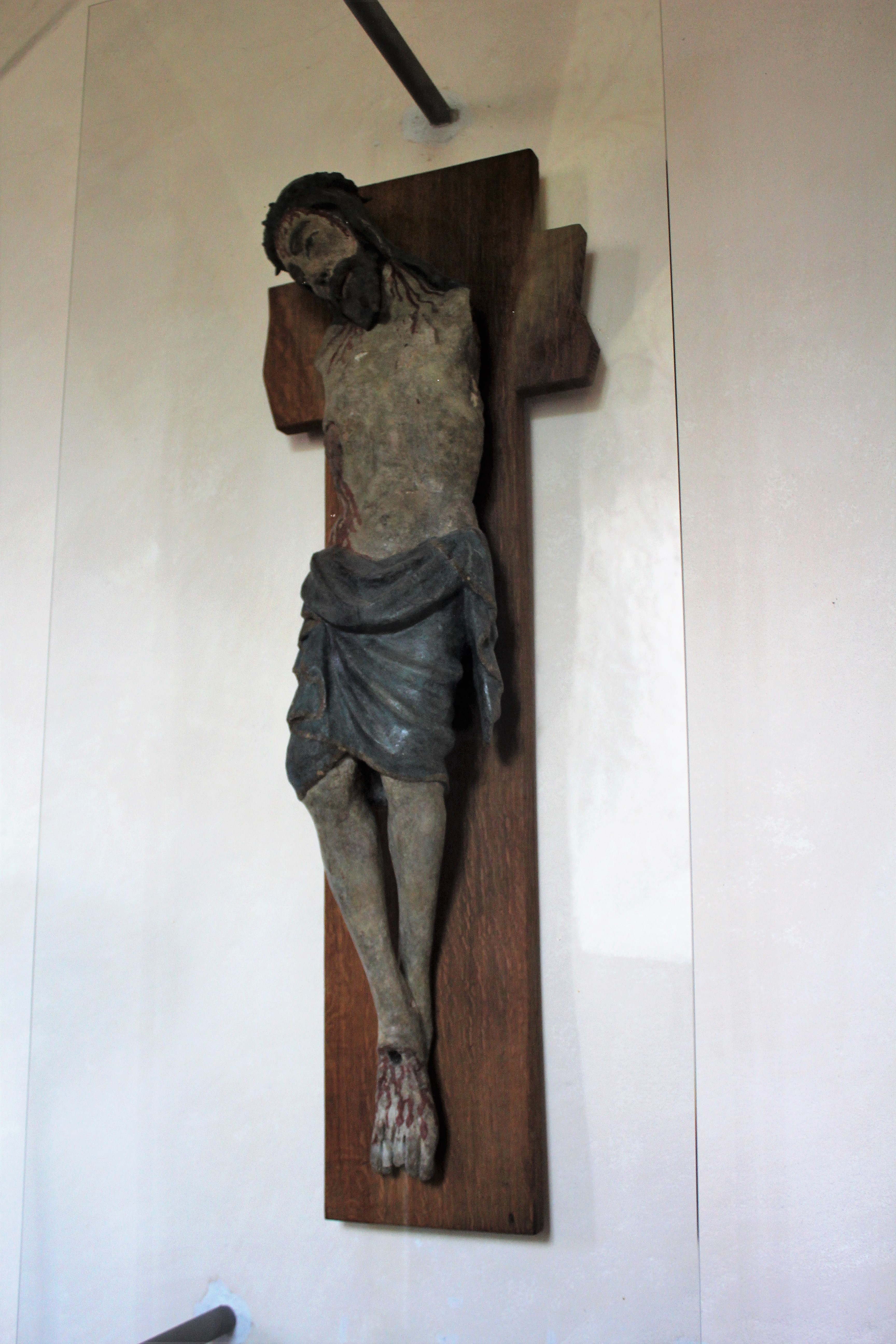
Spätgotisches Kruzifix (Torso)

Die niedrigen Gewölbe im Langhaus sind mit Rankenwerk des 17. oder 18. Jahrhunderts bemalt. Im südlichen Nebenchor, der „Marienkapelle“, sind Reste von Wandmalereien des 15. Jahrhunderts erhalten. Ursprünglich waren fast die gesamten Wandflächen mit einem Bildprogramm bemalt. Die Ostwand hat eine zinnenbekrönte Sakramentsnische aus Sandstein mit Kielbogen und Blendmaßwerkornamenten. Darüber nimmt Mariä Verkündigung einen prominenten Platz ein. Auf den Wänden verteilt ist ein Zyklus der Vierzehn Nothelfer mit Rankenwerk dargestellt. Rechts der Nische sind die heilige Katharina mit dem Schwert, Margareta als Drachentöterin und Barbara gemalt, links der Nische der heilige Georg mit weiteren Figuren. In der Fensternische werden die heilige Dorothea und Apollonia dargestellt. Die drei Heiligen an der Nordwand sind bisher nicht eindeutig identifiziert. Auf den Gewölbekappen sind die Evangelistensymbole zwischen Rankenwerk zu sehen. Der Schlussstein wird von einem Strahlenkranz umgeben und ist mit einem Zweig mit vier Blättern belegt. Nach Ansicht des Restaurators Bernd Beierlein werden dadurch der Lebensbaum und die vier Paradiesströme symbolisiert.
Die polygonale Kanzel des 16. Jahrhunderts am nordöstlichen Pfeiler des Mittelschiffes ist aus Stein gefertigt. Die Kanzelfelder haben gekehlte Profile. Im Hauptchor steht der Altar, eine schlichte Platte aus rotem Sandstein über einem kubusförmigen Fuß. Die Südwand des Hauptchors hat eine Nische für den vormaligen dreisitzigen Levitenstuhl. Das Altarkreuz wurde 1999 gestiftet.
Ein hölzernes Kruzifix aus der Zeit um 1400, das lange im Laubacher Schloss aufbewahrt wurde, gab Graf Karl Georg zu Solms-Laubach im Jahr 2003 der Kirchengemeinde zurück. Die separat angefertigten Arme von Kreuz und Korpus sind verloren gegangen. Das Kruzifix in leichter S-Haltung ist farblich durch eine zweite Fassung verändert worden. Es enthält zwei kleine Reliquienpakete mit Knochensplittern des heiligen Burkard und der Maria Magdalena. Im Jahr 2006 kehrte das gotische Kunstwerk nach zweijähriger Restaurierung durch Barbara Dietz in die Münsterer Kirche zurück. Art und Entstehungszeit lassen eine Zuordnung zum Typus der Mystiker- und Pestkreuze vermuten. Es wurde an der Nordwand der Taufkapelle hinter einer Sicherheitsglasplatte angebracht.
Das Fenster hinter dem Altar wird vom Glasfenster „Gleichnisbild“ geschmückt, das der Künstler Erhardt Jakobus Klonk 1969 entworfen hat.
Im Nebenchor ist ein großer runder romanischer Taufstein aus der ersten Hälfte des 13. Jahrhunderts aufgestellt. Er diente lange Zeit in der Steinesmühle als Wassertrog, bevor er Anfang der 1960er Jahre im Turmraum und 1963/1964 wieder in der Taufkapelle im südlichen Seitenchor aufgestellt wurde. In der Südwand ist eine Opfernische eingelassen, die von außen einen Einwurf ermöglichte und ursprünglich eine eiserne Gittertür hatte und durch ein Vordach geschützt war. 1963 wurde der Einwurfschlitz von außen verputzt. Die Inschrift auf der an der nördlichen Turmwand aufgestellte hochrechteckige Grabplatte aus rotem Sandstein erinnert an den Pfarrer Jakob Zöckler, der von 1645 bis 1667 in Münster wirkte. Die hochrechteckige Grabplatte an der Südseite ist ebenfalls aus Rotsandstein gefertigt und stammt aus dem 18. Jahrhundert. Der obere Teil ist abgebrochen, lässt aber noch in barocker Manier in der Mitte das Kreuz erkennen, an dessen beiden Seiten die männlichen und weiblichen Familienmitglieder dargestellt sind.
Seit 1963 ersetzt ein neues Kirchengestühl Aus diesem Jahr stammen auch die Beleuchtungskörper und die elektrische Bankheizung.

## Orgel

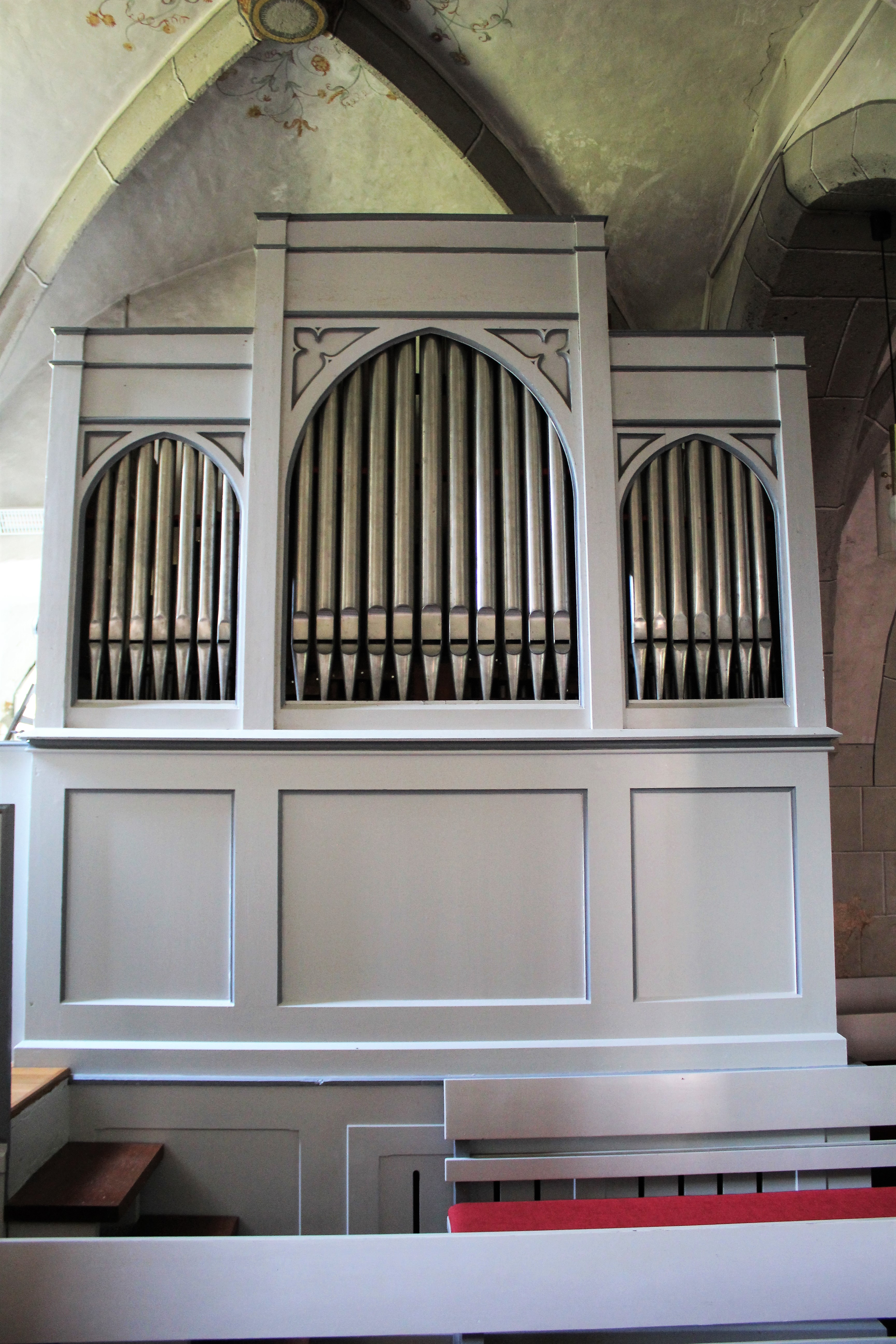
Orgel von 1901

Im Jahr 1691/92 schaffte die Gemeinde eine neue Orgel an. Aus dieser Zeit sind der Orgelaufgang und die Bühne erhalten. Reparaturen erfolgten 1784, 1872, 1878 und 1891. Die Licher Orgelbaufirma Förster & Nicolaus baute im Jahr 1901 die heutige kleine Orgel als eine ihrer ersten Werke. Abgesehen von einer kleinen Änderung der Disposition ist der ursprüngliche Zustand weitgehend erhalten einschließlich des originalen Prospektpfeifen. Die Zinnpfeifen mussten im Zweiten Weltkrieg nicht abgeliefert werden. Das Instrument verfügt über sechs Register auf einem Manual und Pedal und pneumatische Kegelladen. Im Jahr 1990 erfolgte eine Renovierung und 2013 eine gründliche Sanierung. Die Disposition lautet wie folgt:
| I Hauptwerk C–f3 |       |
| Principal        | 8′    |
| Gedackt          | 8′    |
| Oktave           | 4′    |
| Quinte           | 2 ⁄3′ |
| Oktave           | 2′    |

| Pedal C–f1 |     |
| Subbaß     | 16′ |

- Koppeln: I/P
- Spielhilfen: Feste Kombinationen (p, f)